# Обандо, Альен
Алье́н Альда́йр Оба́ндо Айови́ (исп. Allen Aldair Obando Ayoví; 13 июня 2006) — эквадорский футболист, нападающий клуба «Барселона (Гуаякиль)» и сборной Эквадора. В настоящее время выступает за клуб MLS «Интер Майами» на правах аренды.

## Клубная карьера
С десяти лет выступал за футбольную академию клуба «Барселона (Гуаякиль)». 8 августа 2022 года дебютировал в основном составе «Барселоны» в матче эквадорской Серии A против клуба «Мушук Руна». 25 сентября 2023 года забил свой первый гол за клуб в матче против клуба «Депортиво Куэнка».
25 марта 2025 года отправился в аренду в клуб MLS «Интер Майами» с опцией выкупа контракта.

## Карьера в сборной
В 2022 году дебютировал в составе сборной Эквадора до 17 лет. Весной 2023 года сыграл на юношеском чемпионате Южной Америки, который прошёл в Эквадоре, забив на турнире два гола в матче против сборной Колумбии и гол против сборной Чили. 24 марта 2024 года дебютировал за главную сборную  в товарищеском матче против сборной Италии.